# シナプスソフト
株式会社シナプスソフト（Synapsesoft, Inc.）は東京都豊島区にあるシステム開発会社である。

## 沿革
2004年10月20日に於保勝之によって、シナプスソフト有限会社を設立。
携帯に特化したロボット型検索エンジンを開発。
Ajaxを活用したショッピングモールとSNSを組み合わせたシステムを開発。
2006年6月16日に株式会社シナプスソフトに組織変更。
全文検索エンジンを開発。
高速性に特化したデータベースを開発。
iPhone向けのネイティブアプリを多数開発。
電話と連動したサービスを開発。
GoogleからGoogle Appsの開発パートナーに認定される。

## 事業
WEBシステムの開発、ソフトウェアの開発、電話システムの開発を主な事業とする。
また、研究的な開発を多く行っている。

## WEBシステム開発
ロボット型検索エンジン、クローラー、地方自治体向け施設予約システム、ショッピングモール、SNS、携帯公式コンテンツなど。

## ソフトウェア開発
全文検索エンジン、データベース、iPhone向けネイティブアプリ、Windows向けソフトウェアなど。
データベースは高速性に特化している。iPhone,PSP,Nintendo DSなどリソースが限られている端末向けのソフトウェアに組み込めるようにオープンソースで公開し開発者を募っている。

## 電話システム開発
世界初のIAX2プロトコルに対応したiPhone向けAppStoreソフトウェアを公開。
インターネット上で電話番号と連絡先を共有できる電話システムとしてビジネス特許を申請。
Google Appsとも連動し、Google Appsの開発パートナーに認定されている。